# Hans Haas (sollevatore)
Hans Haas (Vienna, 17 ottobre 1906 – 14 maggio 1973) è stato un sollevatore austriaco.

## Biografia
Fu campione olimpico ad Amsterdam 1928 e medaglia d'argento alle Olimpiadi di Los Angeles 1932, alle spalle del francese René Duverger.
Fu anche campione europeo dei pesi leggeri (fino a 67,5 kg.) ai Campionati europei di Monaco di Baviera 1930 e di Lussemburgo 1931.
Stabilì quattro record mondiali nella categoria pesi leggeri, di cui due nella prova di strappo e due nella prova di slancio.